# 加告兹行政长官

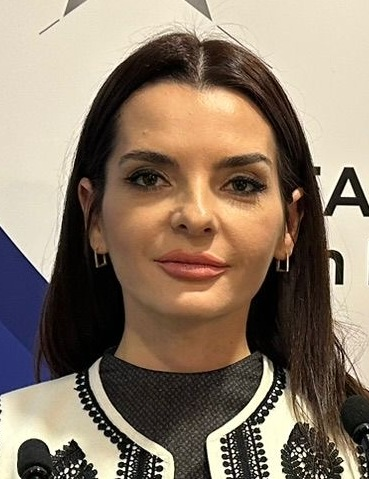
现任加告兹行政长官叶夫根尼娅·古祖尔

加告兹自治区行政长官是摩尔多瓦加告兹自治领土单位单位的最高政治职位。行政长官主持加告兹执行委员会，并兼任摩尔多瓦内阁的当然成员。